# Bucy-le-Long
Bucy-le-Long är en kommun i departementet Aisne i regionen Hauts-de-France i norra Frankrike. Kommunen ligger  i kantonen Vailly-sur-Aisne som ligger i arrondissementet Soissons. År 2022 hade Bucy-le-Long 1 915 invånare.

## Befolkningsutveckling
Antalet invånare i kommunen Bucy-le-Long
Referens: INSEE